# Paperhouse
Paperhouse is een Britse fantasyfilm uit 1988, geregisseerd door Bernard Rose. Het is gebaseerd op het kinderboek Marianne Dreams van Catherine Storr. De film ging in première op 10 september 1988 op het Internationaal filmfestival van Toronto (TIFF).

## Verhaal
Anna Madden is een 11-jarig meisje dat last heeft van klierkoorts en in bed moet blijven. Uit verveling tekent ze een huis op een vel papier. Als ze in slaapt valt, heeft ze een levendige droom waarin ze zich in het huis bevindt dat ze heeft getekend. Anna realiseert zich dat alles wat ze op papier tekent in haar dromen uitkomt. Ze is zo enthousiast over haar ontdekking dat ze een gezicht in het raam tekent, in de hoop te zien wat het resultaat zal zijn . In de volgende droom ontmoet ze een gehandicapte jongen genaamd Marc die in het huis woont en raakt bevriend met hem.
Anna ontdekt dankzij haar arts, dokter Nicols dat Marc een echt persoon is. Omdat Anna de benen van Marc niet heeft gekend, tekent ze haar vader die in het buitenland werkt in de tekening zodat hij hem kan helpen Marc uit het huis te krijgen. Maar in Annas verwarde tekeningen lopen de zaken door elkaar zodat haar vader niet verschijnt als redder voor Marc maar eerder als een monster. De grenzen tussen fantasie en realiteit vervangen steeds meer.

## Rolverdeling
| Acteur           | Personage          |
| ---------------- | ------------------ |
| Charlotte Burke  | Anna Madden        |
| Jane Bertish     | Miss Vanstone      |
| Samantha Cahill  | Sharon             |
| Glenne Headly    | Kate Madden        |
| Sarah Newbold    | Karen              |
| Gary Bleasdale   | Politieagent       |
| Elliott Spiers   | Marc               |
| Gemma Jones      | Dr. Sarah Nicols   |
| Steven O'Donnell | Dustman            |
| Ben Cross        | Dad Madden         |
| Karen Gledhill   | Verpleegster       |
| Barbara Keogh    | Hotelreceptioniste |

## Muziek
De filmmuziek werd gecomponeerd door Hans Zimmer en Stanley Myers.

## Prijzen
- 1989: Brussels International Festival of Fantastic Film, een Gouden Raaf (ontvangstnemer Bernard Rose)
- 1989: Fantasporto, een International Fantasy Film Award voor beste actrice (ontvangstnemer Charlotte Burke)
- 1989: Fantasporto, een International Fantasy Film Special Jury Award (ontvangstnemer Bernard Rose)